# One Vanderbilt
One Vanderbilt ist ein Super-Wolkenkratzer in Manhattan in New York City an der Vanderbilt Avenue, der im September 2020 fertiggestellt wurde. Das 427 Meter hohe Bauwerk befindet sich in unmittelbarer Nähe zum Grand Central Terminal und Grand Central Madison.

## Beschreibung
Aktuelle Pläne sehen vor, dass Midtown Manhattan eine neue Höhenbeschränkung (rezoning) erhalten soll. Alle neuen Wohn-/ Hotel-/ Bürotürme können demnach um bis zu 30 % höher gebaut werden als ursprünglich geplant. Hier geht es konkret um die Erhöhung der FAR (= floor area ratio – ratio of total building floor area to the area of its zoning lot). Notwendig wurde dieses Vorhaben, da ein Großteil der Bürotürme in Midtown mehrere Jahrzehnte alt ist und somit den heutigen (modernen) Anforderungen großer Firmen nicht mehr gerecht wird. Außerdem sollen neue, höhere Wolkenkratzer die Vormachtstellung New Yorks als eine der führenden Finanzmetropolen bekräftigen. Dies war einer der sogenannten Masterpläne für die Stadt vom ehemaligen Bürgermeister Michael Bloomberg. Spätestens 2017 sollten die Pläne in Kraft treten.
Ein federführendes Projekt ist dabei die Umgestaltung des Grand Central Terminals selbst sowie die nähere Umgebung dessen. Mehrere Visionen, die von einem einzelnen sehr hohen Turm bis zu zwei Zwillingstürme mit einer Ringplattform dazwischen reichen, wurden bereits vorgestellt. Ende 2013 wurde dann der Entwurf von KPF ausgewählt. Laut Plänen (Stand April 2017) soll der Turm (als reiner Büroturm konzipiert) bis zur Spitze 427 Meter messen, wobei die Dachhöhe 393 Meter betragen soll. Somit wäre One Vanderbilt eines der höchsten Gebäude der Stadt, nach dem bereits Ende 2014 fertiggestellten One World Trade Center (541 m), dem Central Park Tower (472 m) und der 111 West 57th Street (435 m). Insgesamt sollten 67 Etagen errichtet werden, wobei man davon ausgehen kann, dass sich die für diese Höhe geringe Stockwerkzahl noch ändern wird, was auch am Ende mit 93 Etagen geschah.
Die Toronto-Dominion Bank, zweitgrößtes Kreditinstitut in Kanada, plant, One Vanderbilt spätestens 2020 zu beziehen. Das Gebäude strebt eine LEED-Gold-Zertifizierung an. Zudem wurde eine Aussichtsplattform in einer Höhe von 311 Metern errichtet.
Anfang Januar 2017 wurde offiziell mit dem Bau begonnen, als erstmals Beton in das Fundament gegossen wurde. Das fertiggestellte Gebäude wurde am 14. September 2020 eröffnet.
Besitzer des Gebäudes ist die New Yorker Immobiliengesellschaft SL Green, die neben dem One Vanderbilt Building noch viele weitere Hochhäuser in Manhattan besitzt.

## Summit One Vanderbilt
Oberhalb der 90. Etage befinden sich drei raumhoch verglaste und teilweise verspiegelte Aussichtsetagen namens „Summit One Vanderbilt“ (Summit offiziell in Großbuchstaben SUMMIT). Deren Innenräume wurden vom Architekturbüro Snøhetta gestaltet. Summit One Vanderbilt nimmt eine Fläche von 6683,3 m² ein und bietet neben der Aussicht mehrere Attraktionen.
- Drei „Rise“ genannte Hochgeschwindigkeitsaufzüge bringen die Besucher in weniger als 50 Sekunden von der Straßenebene in den 91. Stock auf etwa 335 Meter Höhe.
- Die 91. und 92. Etage nimmt „Summit Air“ ein, eine Kunstinstallation der Sinne von Kenzo Digital. Auf zwei Etagen kann man, umgeben von raumhohen Spiegeln und Glaswänden die Themen Transcendence 1: strukturlose Welt der Reflexion (91. Etage), Transcendence 2: grenzenloser Raum (verspiegelte 92. Etage mit Blick auf die 91. Etage), den Ballon-Affinity-Raum mit großen silbernen Bällen und den interaktiven Raum Air Unity (physische und digitale Realitäten) erleben.
- Ebenfalls in der 92. Etage befindet sich die „Levitation“: zwei aus der Fassade herausragende Glasbalkone mit Glasboden in 340 m Höhe, die einen Blick in die Tiefe auf die Madison Avenue bieten.
- Die 93. Etage besitzt eine Open-Air-Terrasse, Bars und Restaurants sowie das „Ascent“: zwei aus Glas gefertigte Außenaufzüge, die von hier eine Strecke nach oben fahren, die etwa acht Stockwerke entsprechen und einen einzigartigen Blick auf Manhattan bieten (oben kein Aus- oder Einstieg).

## Galerie

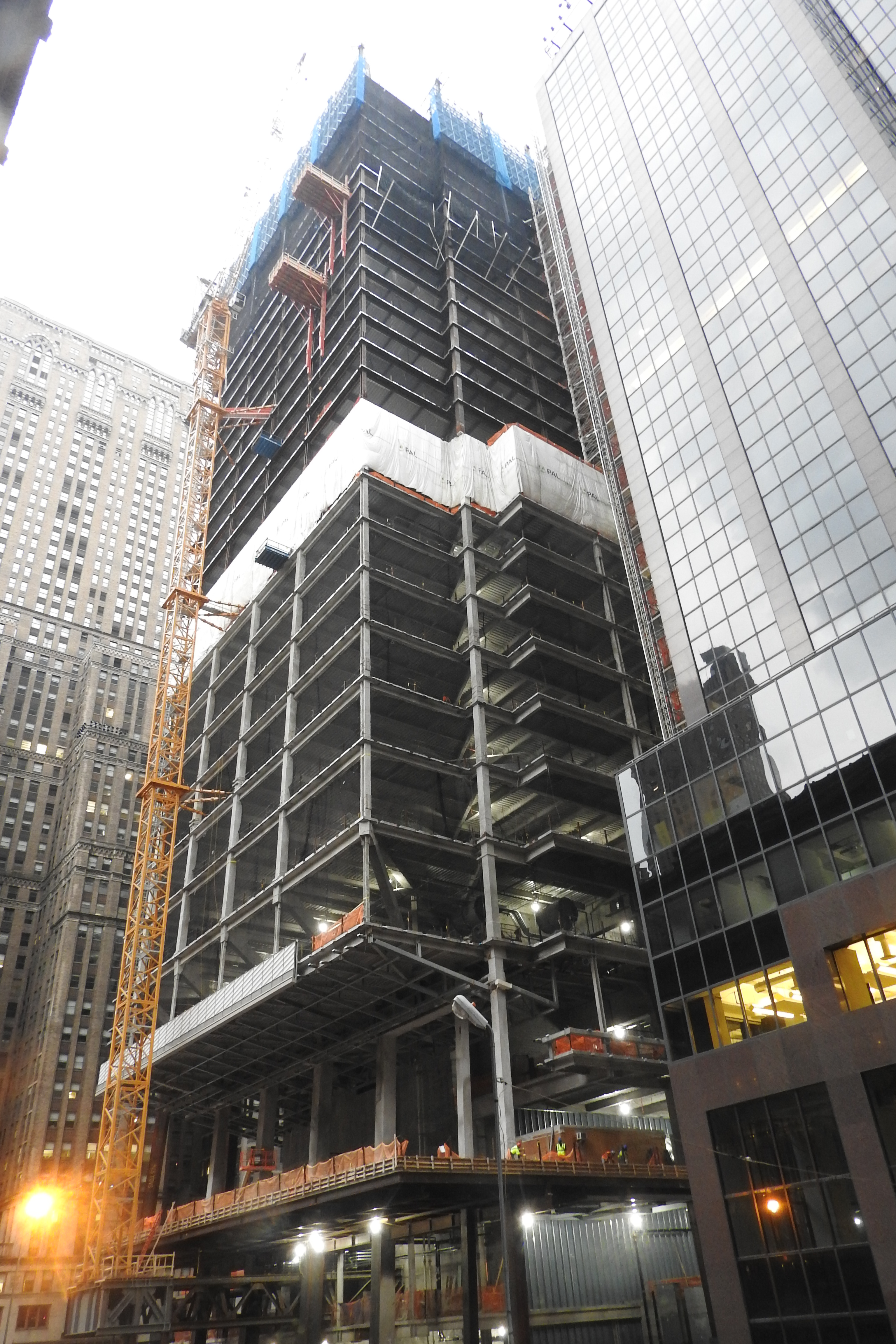
August 2018
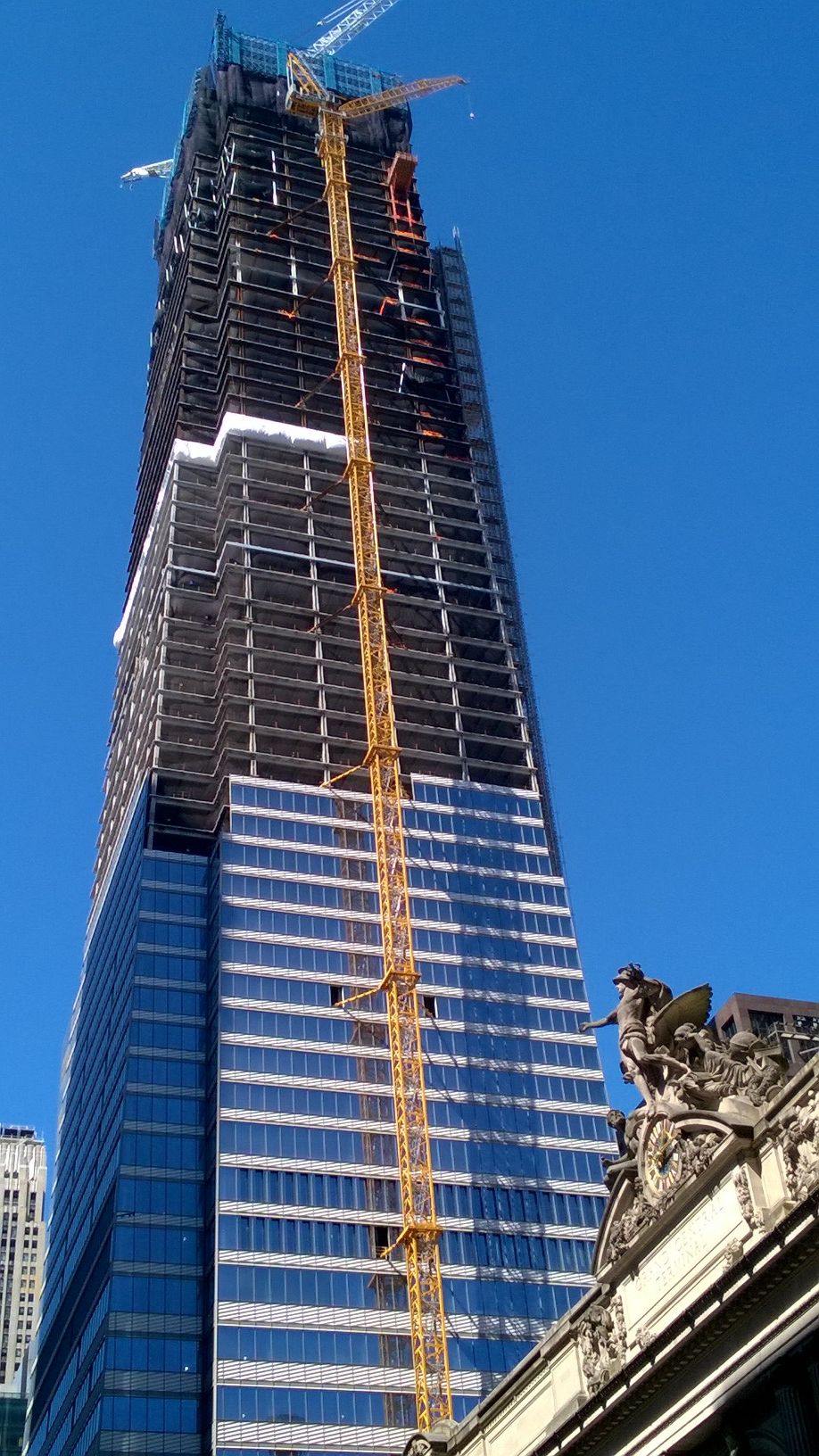
März 2019
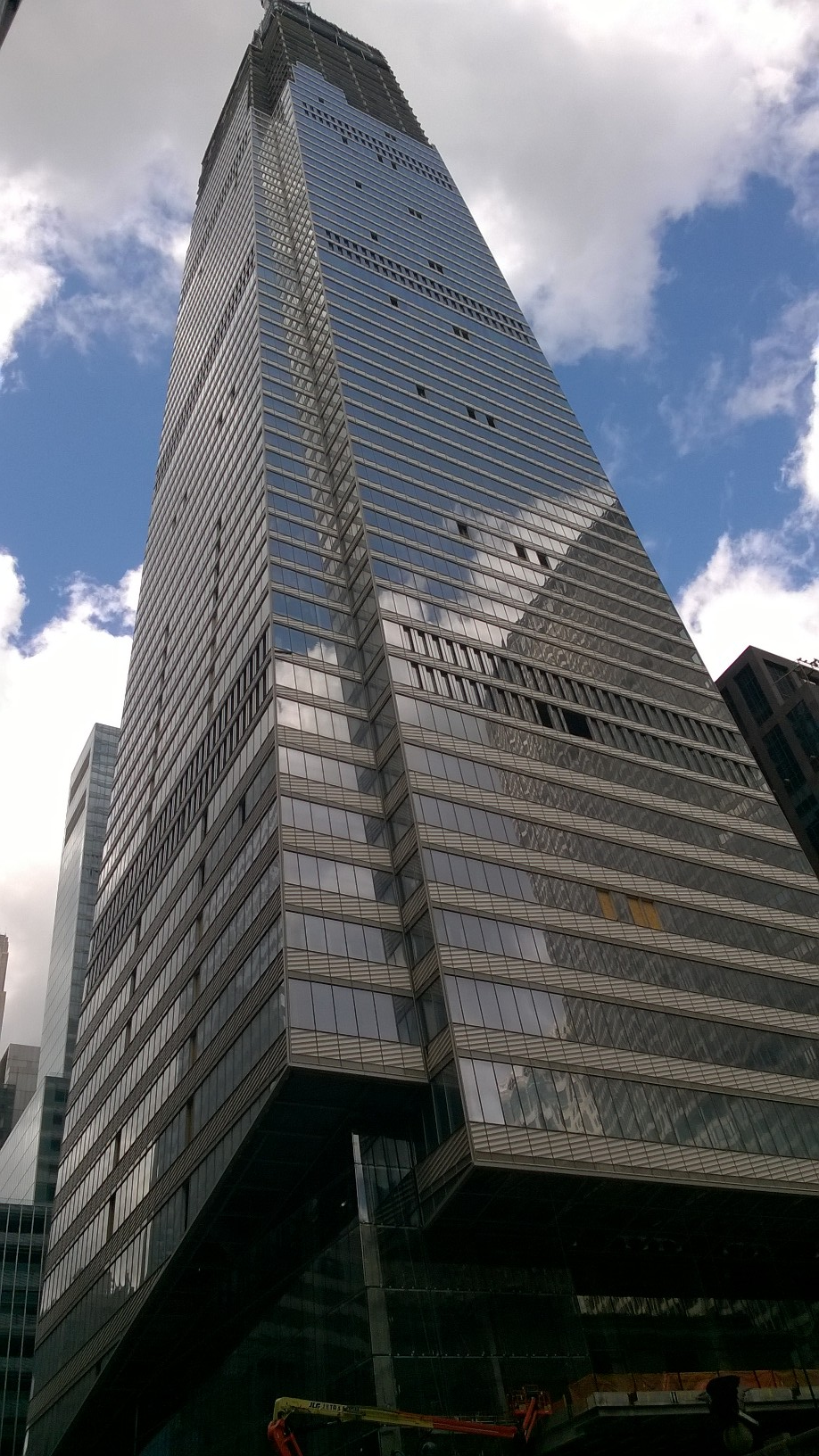
September 2019
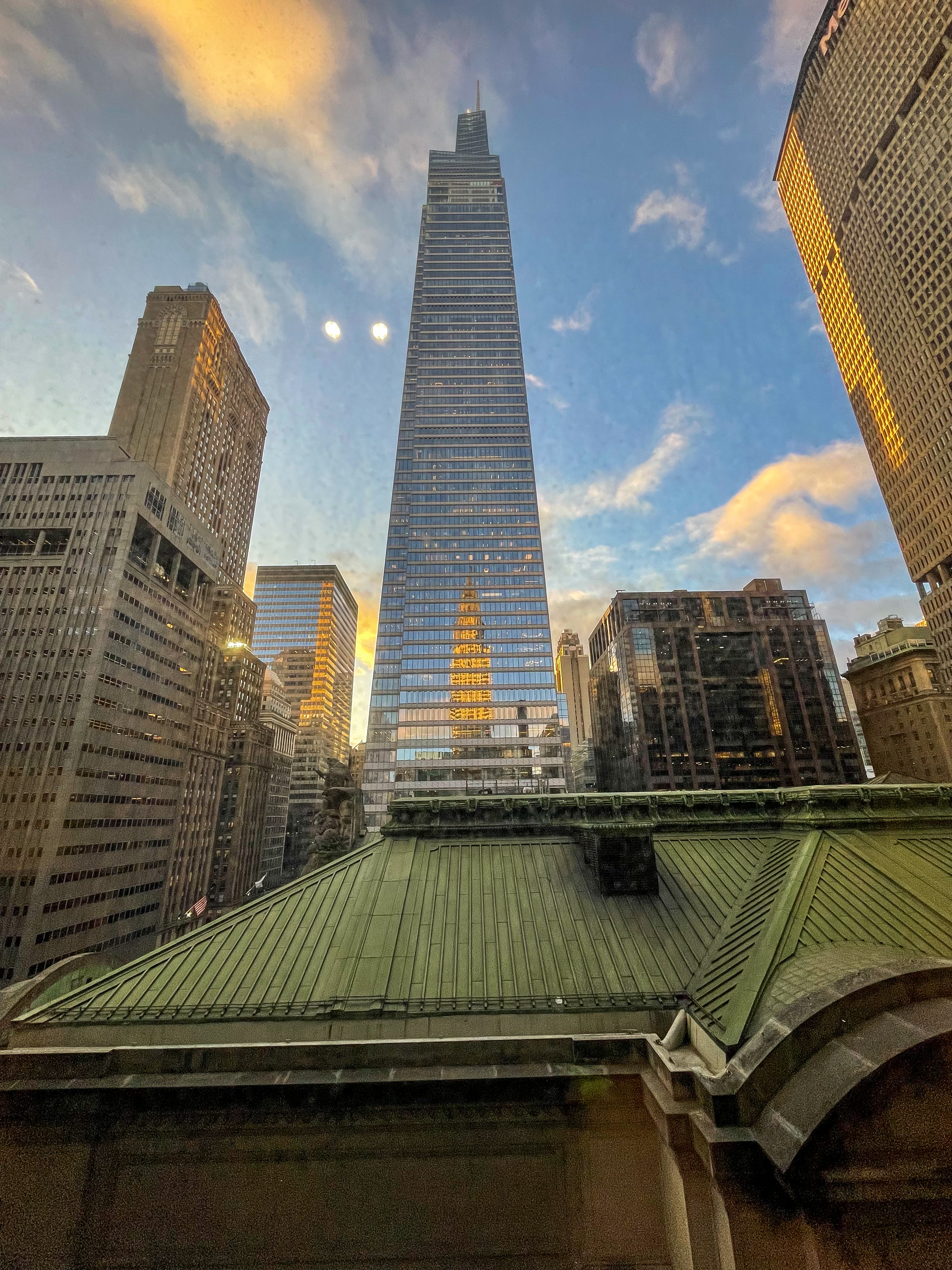
März 2023
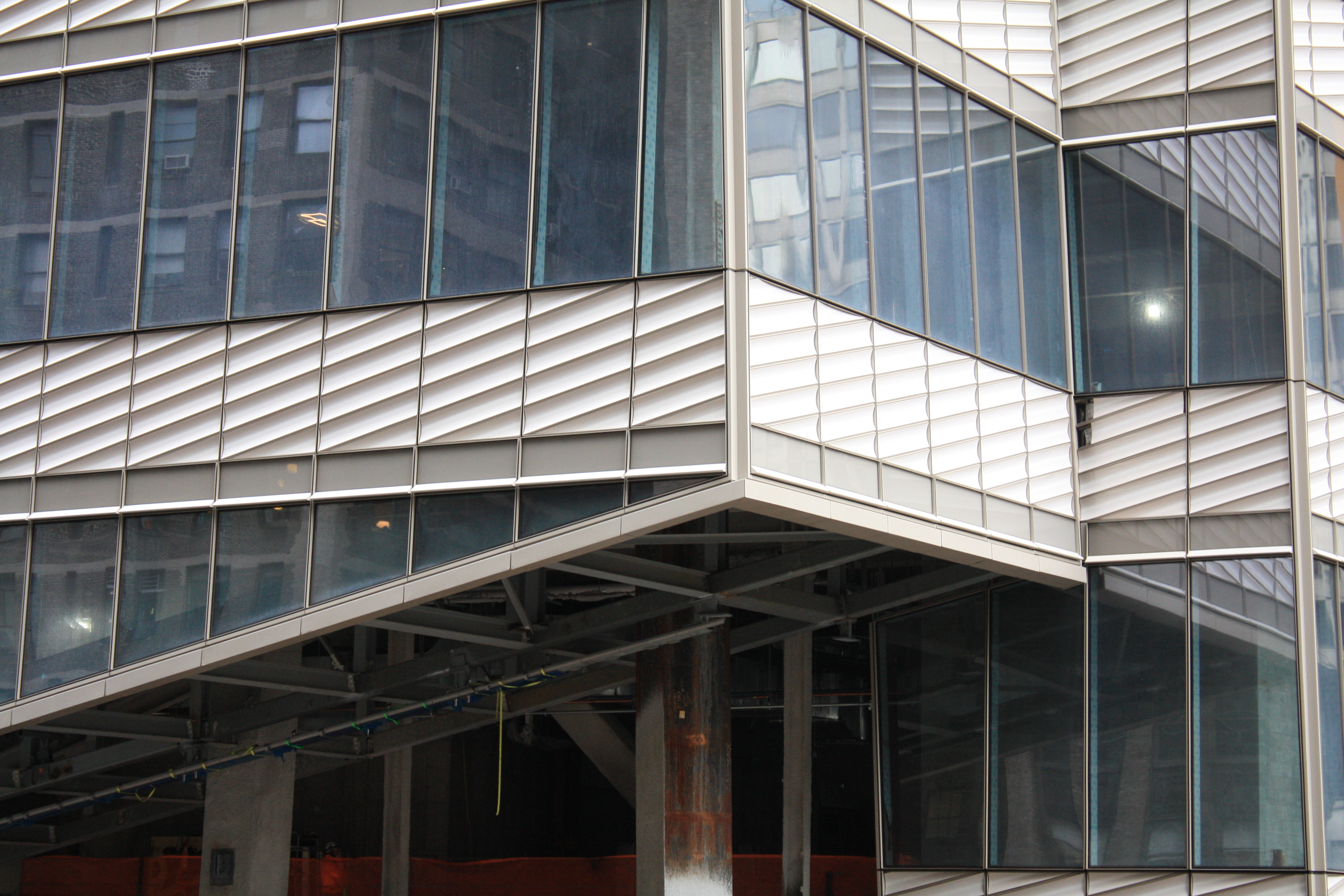
Detailansicht der Fassade
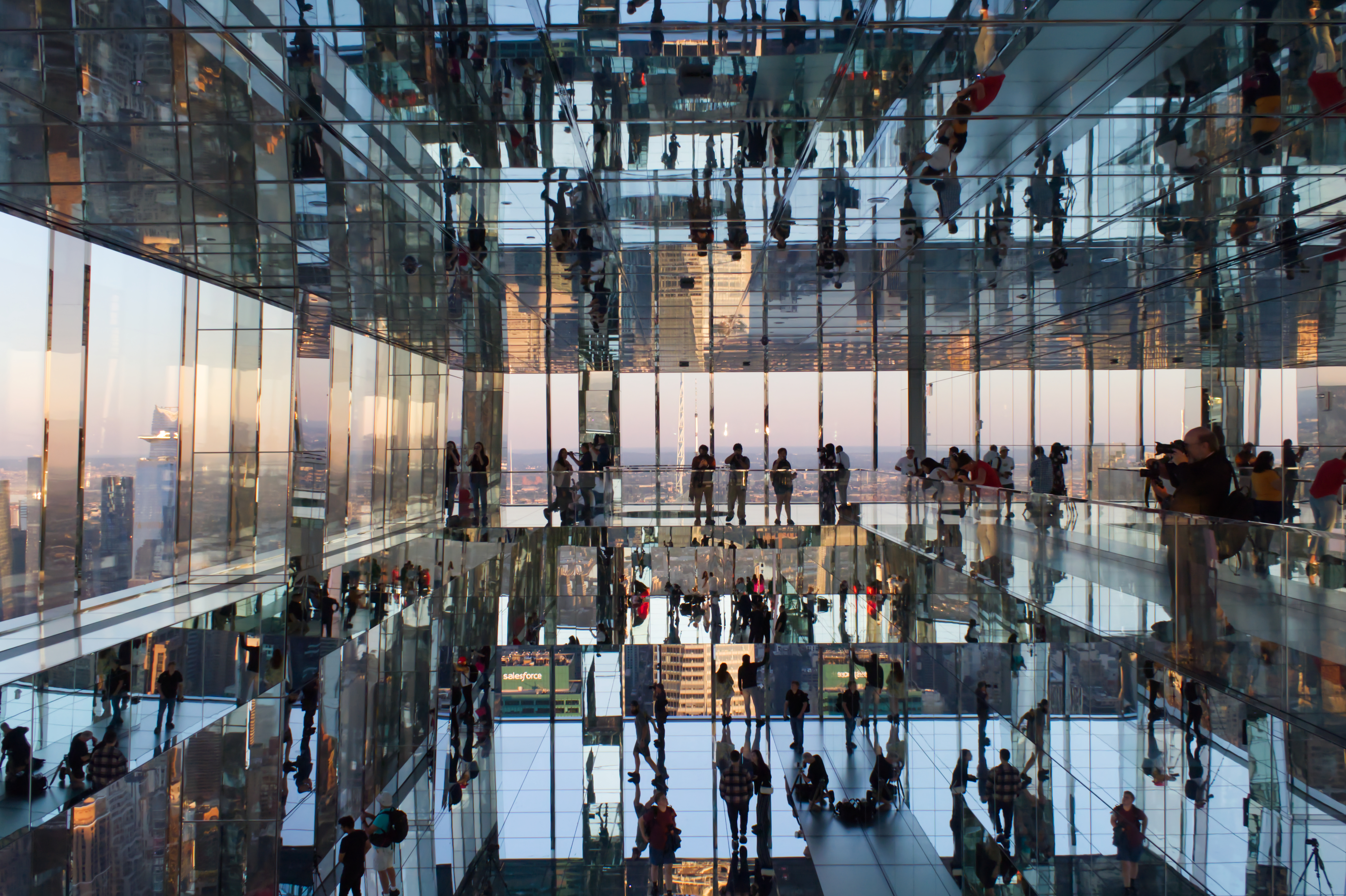
Summit One Vanderbilt (92. Etage)
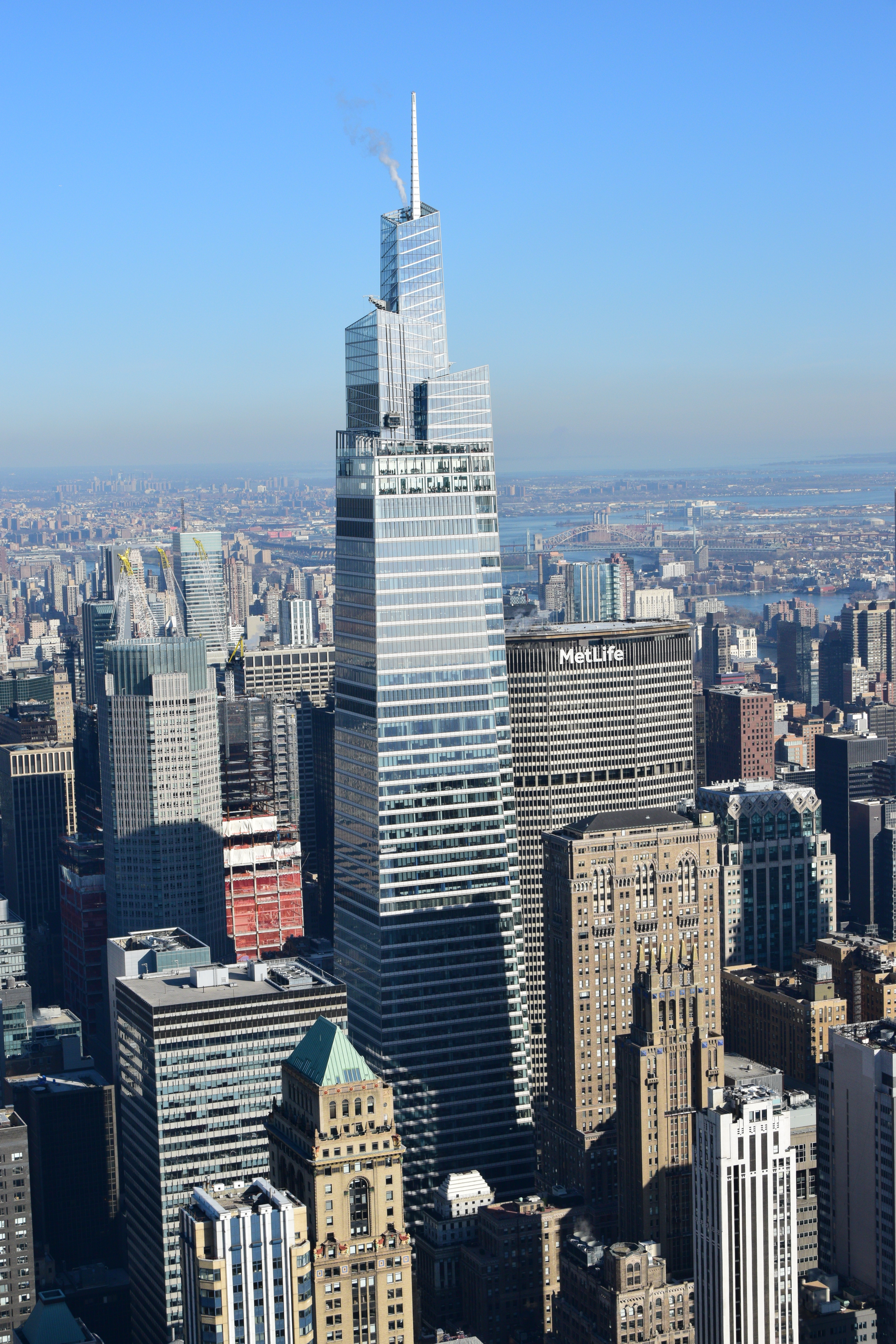
One Vanderbilt mit Summit Dezember 2022